# Amir Alagić
Amir Alagić (Bihać, 5 marzo 1960) è un allenatore di calcio ed ex calciatore bosniaco.

## Carriera

### Allenatore
Alagić ha iniziato la sua carriera da allenatore nel 1996, allenando principalmente in Europa e in Asia. Per un breve periodo ha anche allenato la nazionale bosniaca Under-19. Nel 2004 ha firmato un contratto con il DPMM, con il quale ha vinto il campionato e la coppa del Brunei, mentre invece l'anno successivo, è stato chiamato proprio come CT della nazionale del Brunei. Nel 2020 è stato nominato CT della nazionale dello Sri Lanka.